# You Versus Me
You Versus Me is een single van de Nederlandse zangeres Stevie Ann afkomstig van haar debuutalbum Away From Here

## Tracklist
1. "You Versus Me"
2. "Away From Here"